# Albert Hemrom
Albert Hemrom (* 27. Februar 1970 in Konapathar, Assam) ist ein indischer Geistlicher und römisch-katholischer Bischof von Dibrugarh.

## Leben
Albert Hemrom studierte nach dem Besuch des Knabenseminars Philosophie am Christ King College und katholische Theologie am Oriens Theological College in Shillong. Er empfing am 25. April 1999 das Sakrament der Priesterweihe für das Bistum Dibrugarh.
Neben Tätigkeiten in der Pfarrseelsorge in Rajabari war er Studienpräfekt am Knabenseminar in Dibrugarh. Nach weiteren Studien erwarb er am St. Peter’s Pontifical Institute in Bangalore das Lizenziat im Fach Kanonisches Recht und wurde später an der Päpstlichen Lateranuniversität promoviert. Von 2006 bis 2011 war er Gastprofessor am Oriens Theological College. Seit 2014 war er Offizial des Bistums Dibrugarh und Rektor des Knabenseminars. Außerdem gehörte er dem Konsultorenkollegium und dem Priesterrat an und war Sekretär der diözesanen Kommission für Laien und Familien.
Papst Franziskus ernannte ihn am 2. Dezember 2018 zum Koadjutorbischof von Dibrugarh. Die Bischofsweihe spendete ihm der emeritierte Erzbischof von Guwahati, Thomas Menamparampil SDB, am 24. Februar des folgenden Jahres. Mitkonsekratoren waren dessen Amtsnachfolger John Moolachira und der Bischof von Dibrugarh, Joseph Aind SDB. Albert Hemrom wurde am 15. Februar 2021 in Nachfolge von Joseph Aind, der aus Altersgründen zurücktrat, Bischof von Dibrugarh.